# Coelichneumon lisae
Coelichneumon lisae är en stekelart som beskrevs av Heinrich 1977. Coelichneumon lisae ingår i släktet Coelichneumon och familjen brokparasitsteklar. Inga underarter finns listade i Catalogue of Life.